# Tachiramastax mirandana
Tachiramastax mirandana är en insektsart som beskrevs av Marius Descamps 1982. Tachiramastax mirandana ingår i släktet Tachiramastax och familjen Eumastacidae. Inga underarter finns listade i Catalogue of Life.